# Bocskai István (főispán)
Báró bocskói és kismarjai Bocskai István (1610 körül – 1672. december 24.) erdélyi főúr, zempléni főispán.

## Élete
Bocskai Miklós báró és Berzeviczy Judit egyetlen fiúgyermeke. 1647-ben Zemplén vármegye főispánjává nevezték ki. 1661-ben kétszáz főnyi sereget vezetett a törökök ellen. 1667-ben részt vett a besztercei országgyűlésen. Belekeveredett a Wesselényi-féle összeesküvésbe, majd amikor már több gyanúba kevert főúrt elfogattak, Erdélybe menekült, ahol nem sokkal később, 1672. december 24-én elhunyt, és vele a Bocskai család is kihalt.
Kétszer is megnősült, először Lónyay Zsuzsannát, majd Török Katalint vette el, de gyermekei vagy nem születtek, vagy nem érték meg a felnőttkort.